# 人為誤差
人為誤差（Personal Equation），又譯個人誤差，係起源于天文学的名詞，指由个体差异导致的观测误差。
1976年，天文学者金内布鲁克（Kinnebrook D.）在天文观测中，观测结果的误差达到了0.8秒，而当时一般的天文观测的误差要求达到0.1秒。这件事此后引起了天文学家的关注，并重复进行了类似金内布鲁克的观测，结果在没有意外误差的情況下，误差竟比金内布鲁克的误差还大。
为了找到原因，1823年，天文学家贝赛尔（Bessel F.W.,1784-1846）和另外一位天文学家同时进行观察，得出的结果还是有“误差”。用方程表示则为：A-B=1.223秒。后来的一些观察也得出了类似的结果，误差的变化范围从0.044至1.223秒不等。于是贝赛尔认为，这种差异是由观察者的个体差异导致的，并将其定为心理学的研究问题，由此产生了两种心理学实验方法——复合实验和反应实验。